# Золотий кубок КОНКАКАФ 1991 (кваліфікація)
У фінальній частині Золотого кубку КОНКАКАФ 1991 року мало зіграти 8 команд, які були визначені таким чином:
- Всі три члени північноамериканської зони ( Канада,  Мексика та  США) отримали прямі путівки на турнір.
- Від карибської зони путівки отримують два фіналісти Карибського кубка 1991 року.
- Від центральноамериканської зони путівки отримують дві найкращі команди Кубка націй Центральної Америки 1991 року, окрім  Коста-Рика, яка кваліфікувалась на турнір автоматично, як переможець попереднього турніру.

## Карибська зона
Ямайка та  Тринідад і Тобаго стали фіналістами Карибського кубка та отримали путівки на Золотий кубок КОНКАКАФ 1991.

## Центральноамериканська зона
| Команда    | М | В | Н | П | ГЗ | ГП | РГ | О |
| ---------- | - | - | - | - | -- | -- | -- | - |
| Коста-Рика | 3 | 3 | 0 | 0 | 10 | 1  | +9 | 6 |
| Гондурас   | 3 | 1 | 1 | 1 | 2  | 3  | −1 | 3 |
| Гватемала  | 3 | 0 | 2 | 1 | 0  | 1  | −1 | 2 |
| Сальвадор  | 3 | 0 | 1 | 2 | 2  | 9  | −7 | 1 |

 Гватемала та  Гондурас зайняли друге та третє місця на Кубку націй Центральної Америки та отримали путівки на Золотий кубок КОНКАКАФ 1991.

## Кваліфіковані команди
| Збірна                      | Кваліфікація                                    | Участей        |
| Діючий чемпіон              | Діючий чемпіон                                  | Діючий чемпіон |
| --------------------------- | ----------------------------------------------- | -------------- |
| Коста-Рика                  | Переможець Чемпіонату націй КОНКАКАФ 1989       | вперше         |
| Північноамериканська зона   |                                                 |                |
| США                         | Господар                                        | вперше         |
| Мексика                     | Автоматично                                     | вперше         |
| Канада                      | Автоматично                                     | вперше         |
| Карибська зона              |                                                 |                |
| Ямайка                      | Переможець Карибського кубка 1991               | вперше         |
| Тринідад і Тобаго           | Фіналіст Карибського кубка 1991                 | вперше         |
| Центральноамериканська зона |                                                 |                |
| Гондурас                    | 2 місце на Кубку націй Центральної Америки 1991 | вперше         |
| Гватемала                   | 3 місце на Кубку націй Центральної Америки 1991 | вперше         |